# Antorcha de goteo

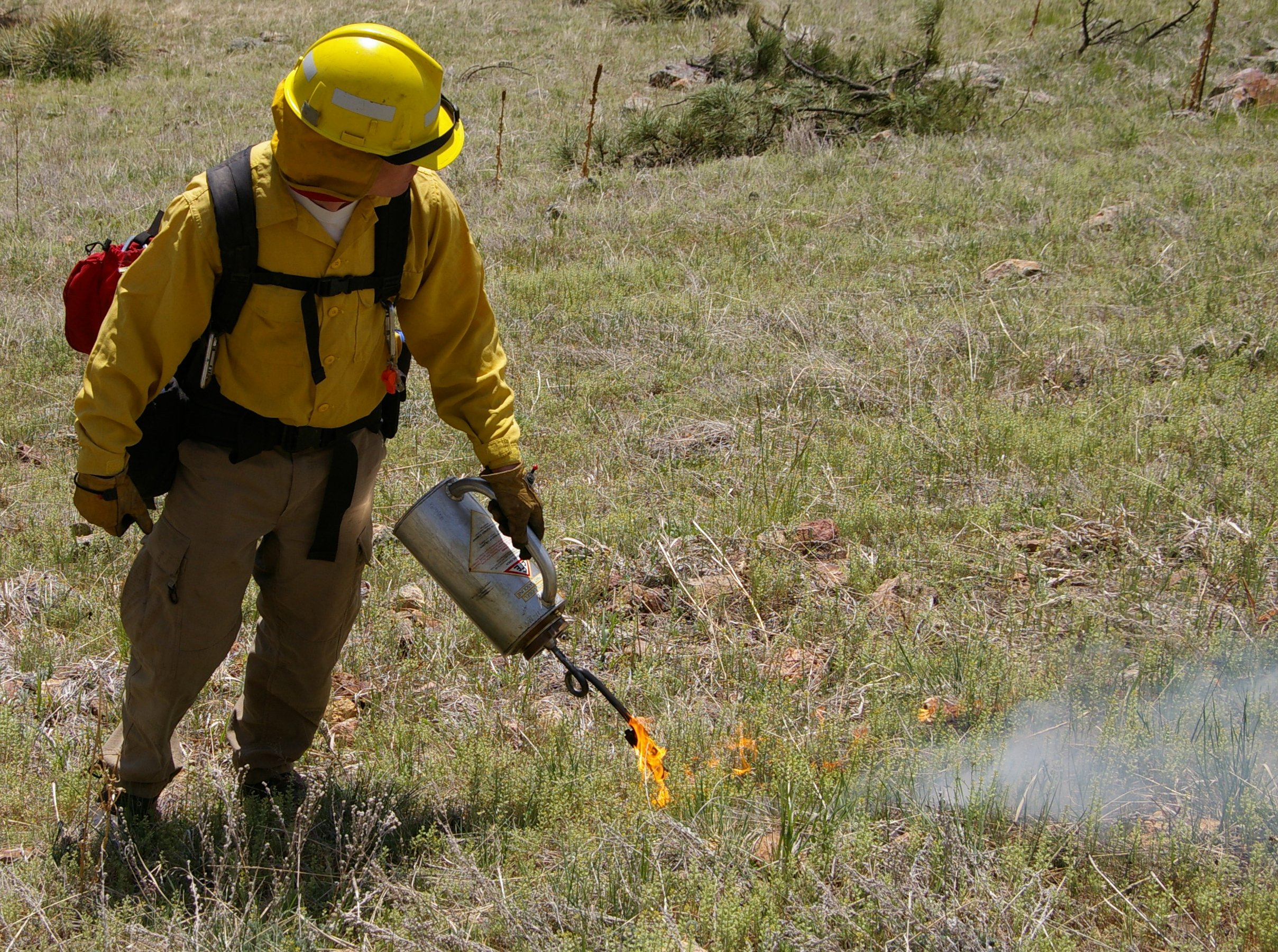
Uso de una antorcha de goteo por un bombero estadounidense

Una antorcha de goteo es una herramienta usada en el combate de incendios forestales mediante la quema controlada y otras aplicaciones forestales en las que se inicia fuegos de forma controlada. Se puede clasificar como una herramienta ignífera.
La antorcha de goteo consiste en un contenedor de metal ligero resistente a altas temperaturas y a golpes de unos 5 litros de capacidad, que contiene combustible con un mango en uno de los lados, de la que sale una vertedera o tubo con un bucle que impide que el fuego retroceda al interior del contenedor. Una mecha recorre el interior del aparato desde el interior del depósito hasta la boquilla de la vertedera. Junto a la boquilla se coloca un mechero que al estar encendido asegura que el combustible derramado arda. La vertedera y la mecha pueden colocarse en el interior del recipiente para evitar accidentes durante el almacenamiento o transporte. La mezcla que se suele emplear como combustible es de queroseno y gasóleo en una proporción de 30 % a 70 %, aunque la proporción puede variar en función de las necesidades, pudiendo añadir aceites pesados para incrementar la adherencia del líquido combustible a la vegetación e incrementar el tiempo de combustión y el calor que genera.

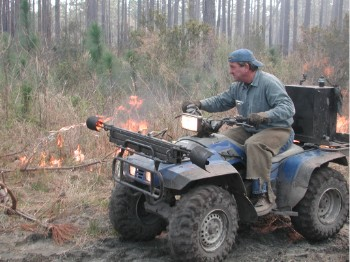
Antorcha montada en un Quad

Existen variantes para ser acopladas a vehículos para propagar el fuego mientras avanza el vehículo a lo largo de la línea de ignición. Otra variante es para su uso en helicópteros.
La ignición intencionada de contra fuegos es una táctica común en la lucha contra incendios forestales. El contra fuego consiste en provocar un fuego controlado a lo largo de una línea por delante del incendio que se busca controlar con la idea de eliminar el combustible por delante de él.
En la gestión de masas forestales, el empleo fuera del control de incendios de la antorcha de goteo, es para la eliminación del exceso de combustibles o para recrear el ciclo natural en el que participan los incendios, pero en este caso de forma controlada, en un ecosistema.
Otras herramientas que pueden emplearse con el mismo propósitos incluyen las bengalas, y otros elementos pirotécnicos.